# Een merkwaardig geval van zielsverhuizing
Een merkwaardig geval van zielsverhuizing is een hoorspel van Shinichiro Nakamura. Die wandernden Seelen werd op 12 januari 1963 door de Südwestfunk uitgezonden. Henk de Wolf vertaalde het en de AVRO zond het uit op donderdag 20 februari 1969. De regisseur was Emile Kellenaers. Het hoorspel duurde 17 minuten.

## Rolbezetting
- Paul van der Lek (de dichter)
- Paul Deen (de filosoof)
- Fé Sciarone (Sonoko)
- Willy Ruys (de krantenman)
- Wiesje Bouwmeester (de conciërge)

## Inhoud
Een filosoof en een dichter houden een gesprek over de eenheid van de persoonlijkheid. Onduidelijkheid ontstaat echter doordat verschillende personages in elkaar veranderen.